# Grotte mariale de Lévaud
 (avril 2017).
Si vous disposez d'ouvrages ou d'articles de référence ou si vous connaissez des sites web de qualité traitant du thème abordé ici, merci de compléter l'article en donnant les références utiles à sa vérifiabilité et en les liant à la section « Notes et références ».

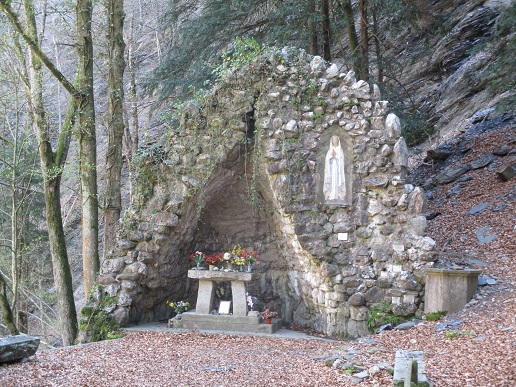
La Grotte mariale de Lévaud

La Grotte mariale de Lévaud est un monument religieux dédié à la Vierge Marie sous forme de réplique de la grotte de Lourdes situé sur la commune de Sallanches en Haute-Savoie.

## Historique
Durant la Seconde Guerre mondiale, le chanoine Louis Desbiolles, curé de Sallanches, fait le vœu de construire une réplique de la Grotte de Lourdes si le village est épargné par les bombardements.
Sallanches ayant été épargnée par la guerre, le curé tient sa promesse, une grotte est construite artificiellement en mur de pierre bétonné, c'est le 14 juin que le monument est béni par Monseigneur Cesbron, évêque d'Annecy, en présence de plusieurs personnes.
Les habitants de la commune l'ont dédié à la Vierge Marie, le lieu abritant auparavant une Vierge noire.